# Bene di lusso

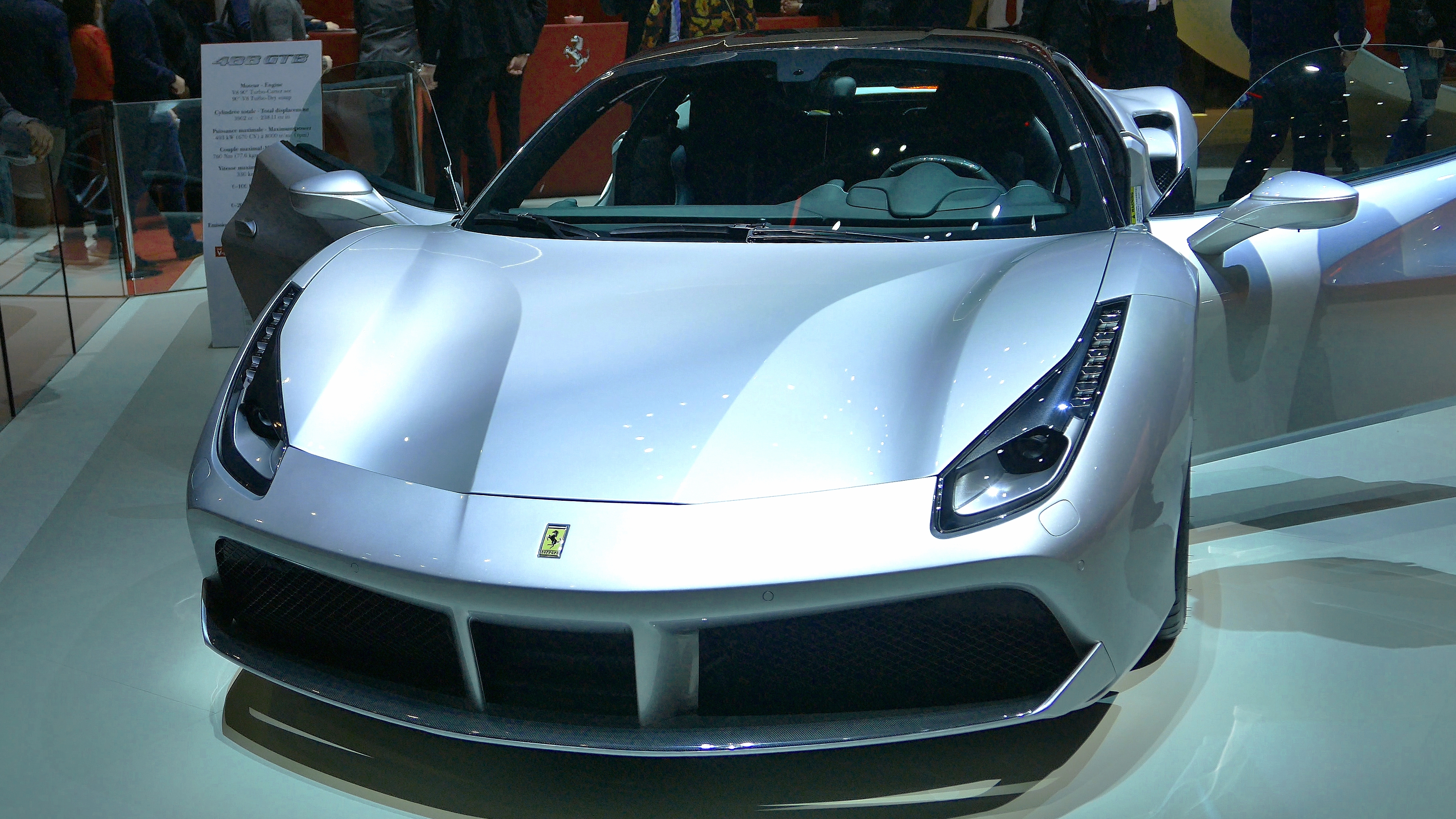
Una Ferrari argentata, esempio di bene di lusso

Il bene di lusso si riferisce a un bene di consumo superfluo e che rappresenta una spesa eccessiva rispetto alle possibilità economiche di qualcuno. I beni di lusso sono spesso oggetto di ammirazione e desiderio e il loro valore di scambio è molto elevato.

## Beni di lusso materiali
Gli articoli di lusso confermano uno stile di vita che, per le sue caratteristiche esclusive, si distinguono dalla normale vita sociale, e spesso si propongono come simbolo di successo e status symbol. Uno stile di vita lussuoso può essere trovato, tra le altre cose, in cibo e bevande pregiati, nonché in vestiti costosi, gioielli, auto di lusso e domicili esclusivi.

## Beni di lusso immateriali

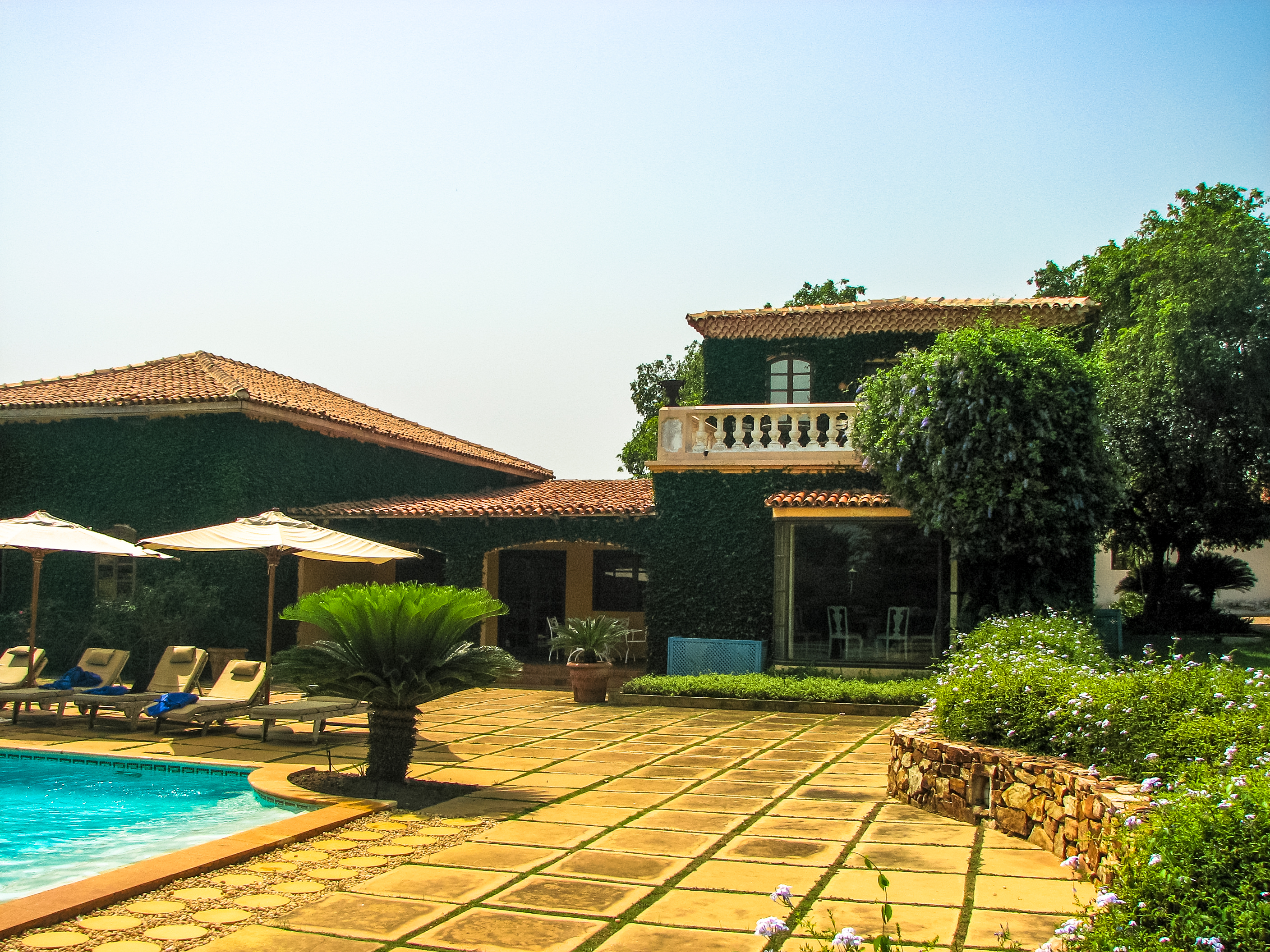
Una villa di lusso in Ghana

Oltre alla ricerca estrinseca della distinzione, del prestigio e dell'appartenenza sociale, il consumo di lusso può anche avere ragioni individuali intrinseche e quindi immateriali. Il comportamento dei consumatori non è esclusivamente caratterizzato da motivi cognitivi ma anche affettivi e in parte inconsci. Le persone acquistano anche prodotti a causa del loro significato simbolico e non solo per ragioni utilitarie.
Quindi, la ricerca dell'auto-gratificazione e dell'auto-realizzazione può anche essere una ragione per il consumo di prodotti di lusso. Alcuni cercano un equilibrio nei beni di lusso, ad esempio, per trovare una compensazione dallo stress sul posto di lavoro. Ciò riguarda principalmente i bisogni emotivi, come quelli finalizzati al semplice svago.
Ciò significa che i prodotti o servizi di lusso non devono necessariamente essere visibili agli altri e che si tratta di mezzi usati dal consumatore per dare un senso alla sua vita e che divengono espressioni della sua personalità. In questo contesto, i beni di lusso svolgono principalmente una funzione di identificazione e il loro consumo è motivato da ragioni di carattere interiore a chi lo effettua. Pertanto, l'identità esteriore di un individuo può essere influenzata dal possesso di determinati beni, poiché il loro contenuto simbolico viene trasferito al consumatore. Qui, l'oggetto consumato può non solo supportare le proprietà già esistenti dell'acquirente, ma anche favorire caratteristiche precedentemente inesistenti nella loro formazione. Ciò significa che attraverso questo trasferimento può sorgere una conferma o un aumento del concetto di sé o di un'auto-congruenza.
La crescente importanza della componente intangibile dell'auto-ricompensa come l'obiettivo di consumare / possedere prodotti di lusso è anche dimostrata da uno studio di Lim/Keylens. La maggior parte degli intervistati afferma che il divertimento personale e l'auto-ricompensa sono le principali motivazioni del consumo di lusso. Ragioni come conformità o appartenenza perdono quindi di significato.

## I beni di lusso nella cultura e società

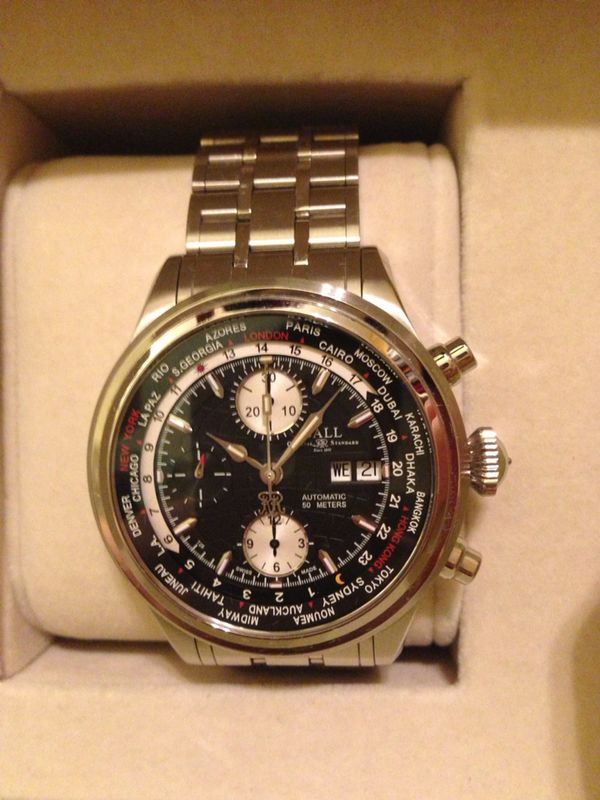
Un orologio di lusso

Ciò che è considerato un lusso dipende in larga misura dagli standard culturali ed etici, nonché dalla posizione sociale in materia giuridica e dallo sviluppo economico e tecnico. La pubblicità sottolinea apertamente e spesso il carattere lussuoso di alcuni prodotti, ad esempio, in profumi raffinati o auto costose. I beni di lusso dipendono pertanto dal cambiamento sociale.
Nella storia, è stato emesso un gran numero di leggi contro il lusso. Nella maggior parte dei casi, il costo dell'abbigliamento, dei pranzi costosi e dei funerali è stato tutelato e controllato in parte per ragioni etiche o commerciali-politiche e per prevenire abusi nei consumi.
Nell'etica e nella religione, il lusso è solitamente considerato come uno spreco e la lussuria, termine imparentato con il cosiddetto "lusso", è uno dei sette peccati capitali.
Sulla base della prima moderna globalizzazione del commercio estero, Werner Sombart ha elaborato il commercio dei beni di lusso più importanti (tra cui seta, spezie, caffè, cioccolato, zucchero di canna) come iniziatore speciale del capitalismo commerciale.